# Bisdom Dibrugarh
Het bisdom Dibrugarh (Latijn: Dioecesis Dibrugarhensis) is een rooms-katholiek bisdom met als zetel Dibrugarh, in India. Het bisdom is suffragaan aan het aartsbisdom Guwahati. 

## Geschiedenis
Het bisdom werd opgericht op 12 juli 1951, uit delen van het bisdom Shillong, en was suffragaan aan het aartsbisdom Calcutta. Op 26 juni 1969 veranderde het van kerkprovincie en werd suffragaan aan het nieuw verheven aartsbisdom Shillong. Op 10 juli 1995 veranderde het nogmaals van kerkprovincie en werd suffragaan aan het nieuw verheven aartsbisdom Guwahati. 

## Parochies
Het bisdom had in 2021 een oppervlakte van 26.192 km2 en telde 7.230.445 inwoners waarvan 1,9% rooms-katholiek was. 

## Bisschoppen
- Orestes Marengo (12 juli 1951 - 6 juli 1964)
- Hubert D’Rosario (6 juli 1964 - 26 juni 1969; apostolisch administrator: 13 augustus 1969 - 18 oktober 1970)
- Robert Kerketta (21 mei 1970 - 24 oktober 1980)
- Thomas Menamparampil (19 juni 1981 - 30 maart 1992)
- Joseph Aind (11 november 1994 - 15 februari 2021)
- Albert Hemrom (15 februari 2021 - heden; coadjutor sinds 2 december 2018)

Guwahati (aartsbisdom) · Bongaigaon · Dibrugarh · Diphu · Itanagar · Miao · Tezpur